# NGC 2559
NGC 2559 (другие обозначения — ESO 494-41, IRAS08150-2718, MCG −4-20-3, CGMW 2-3078, UGCA 136, VV 475, AM 0815-271, PGC 23222) — галактика в созвездии Корма.
Этот объект входит в число перечисленных в оригинальной редакции «Нового общего каталога».
В галактике вспыхнула сверхновая SN 2002hc типа II. Её пиковая видимая звёздная величина составила 17.
Галактика NGC 2559 входит в состав группы галактик NGC 2559. Помимо NGC 2559 в группу также входят NGC 2566 и IC 2311.